# Pär Henriksson
Pär Erik Henriksson, född 29 april 1974, var Moderata samlingspartiets kommunikationschef 2006–2010. Arbetade 2010-2017 med kommunikation på Svenskt Näringsliv. Head of brand management på SAAB_AB sedan 2017.
Han har tidigare varit seniorkonsult på JKL i Stockholm och kommunikationsrådgivare på Svenskt Näringsliv. Under slutet av 1990-talet arbetade Henriksson som kommunikationskonsult på Spider Relations och Rikta Kommunikation. 
Innan dess var han handläggare vid Moderata samlingspartiets kansli i Europaparlamentet samt i riksdagen. Han har även varit ledarskribent i Norrbottens-Kuriren, medarbetare till Gunilla Carlsson och Ulf Kristersson. 
Han har även skrivit för Timbro och Ungdomsbarometern.